# Souper Ligka Ellada 2 2022-2023
La Souper Ligka Ellada 2 2022-2023 è stata la 4ª edizione della seconda serie del campionato greco di calcio.
Quest'anno le squadre sono state divise in due gruppi, il Gruppo A, a nord, e il Gruppo B, a sud. A differenza della stagione precedente, le squadre sono 4 in meno, e dunque 30 al posto che 34 divise nei due gruppi che sono dunque composti da 15 squadre ciascuno. Un'altra novità è lo scambio di gruppo tra Olympiacos B e Panathīnaïkos B, rispettivamente passate dal gruppo A al gruppo B e viceversa.

## Gruppo A

### Squadre partecipanti
| Squadra             | Città       | Stadio                         |
| ------------------- | ----------- | ------------------------------ |
| Almopos Aridea      | Aridaia     | Stadio comunale di Aridaia     |
| Anagennīsī Karditsa | Karditsa    | Stadio comunale di Karditsa    |
| Apollōn Larissa     | Larissa     | Apollon Ground                 |
| Apollōn Pontou      | Kalamaria   | Stadio Kalamaria               |
| Diagoras            | Rodi        | Stadion Diagoras               |
| Īraklīs             | Salonicco   | Stadio Kaftanzoglio            |
| Īraklīs Larissa     | Larissa     | Centro Sportivo Neapolis       |
| Larissa             | Larissa     | AEL FC Arena                   |
| Makedonikos         | Salonicco   | Stadio Makedonikos             |
| Nikī Volo           | Volos       | Stadio Panthessaliko           |
| Panathīnaïkos B     | Atene       | Stadio comunale di Aspropyrgos |
| Panserraïkos        | Serres      | Stadio comunale di Serres      |
| PAOK B              | Salonicco   | Stadio Kaftanzoglio            |
| Thesprotos          | Igoumenitsa | Stadio comunale di Igoumenitsa |
| NPS Veria           | Veria       | Stadio Veria                   |

### Classifica
|  | Pos. | Squadra                  | Pt | G  | V  | N  | P  | GF | GS | DR  |
|  | ---- | ------------------------ | -- | -- | -- | -- | -- | -- | -- | --- |
|  | 1.   | Panserraïkos             | 64 | 28 | 20 | 4  | 4  | 43 | 13 | +30 |
|  | 2.   | Larissa                  | 58 | 28 | 18 | 4  | 6  | 50 | 19 | +31 |
|  | 3.   | Nikī Volo                | 52 | 28 | 15 | 7  | 6  | 41 | 20 | +21 |
|  | 4.   | PAOK B                   | 49 | 28 | 14 | 7  | 7  | 49 | 33 | +16 |
|  | 5.   | Īraklīs (-6)             | 47 | 28 | 15 | 8  | 5  | 56 | 22 | +34 |
|  | 6.   | Anagennīsī Karditsa (-6) | 41 | 28 | 13 | 8  | 7  | 34 | 21 | +13 |
|  | 7.   | Almopos Aridea           | 36 | 28 | 7  | 15 | 6  | 23 | 17 | +6  |
|  | 8.   | Panathīnaïkos B          | 33 | 28 | 8  | 11 | 9  | 39 | 41 | -2  |
|  | 9.   | Makedonikos              | 33 | 28 | 8  | 9  | 11 | 28 | 30 | -2  |
|  | 10.  | Diagoras                 | 33 | 28 | 9  | 6  | 13 | 38 | 42 | -4  |
|  | 11.  | Apollōn Pontou           | 32 | 28 | 9  | 5  | 14 | 21 | 37 | -16 |
|  | 12.  | NPS Veria                | 31 | 28 | 8  | 7  | 13 | 28 | 32 | -4  |
|  | 13.  | Īraklīs Larissa          | 26 | 28 | 7  | 5  | 16 | 17 | 42 | -25 |
|  | 14.  | Thesprotos (-3)          | 17 | 28 | 4  | 8  | 16 | 26 | 49 | -23 |
|  | ---  | Apollōn Larissa (-6)     | 4  | 28 | 3  | 1  | 24 | 8  | 85 | -77 |

Legenda:

 Promossa in Souper Ligka Ellada 2023-2024
      Retrocesse nella Gamma Ethniki 2023-2024
Note:
Tre punti a vittoria, uno a pareggio, zero a sconfitta.
La classifica viene stilata secondo i seguenti criteri:
- Punti conquistati
- Differenza reti generale
- Reti totali realizzate

### Risultati
Ogni riga indica i risultati casalinghi della squadra segnata a inizio della riga, contro le squadre segnate colonna per colonna (che invece avranno giocato l'incontro in trasferta). Al contrario, leggendo la colonna di una squadra si avranno i risultati ottenuti dalla stessa in trasferta, contro le squadre segnate in ogni riga, che invece avranno giocato l'incontro in casa.
|                     | ALM  | ANA  | APL  | APP  | DIA  | IRA  | IRL  | LAR  | MAK  | NIK  | PAN  | PAS  | PAO  | THE  | VER  |
| ------------------- | ---- | ---- | ---- | ---- | ---- | ---- | ---- | ---- | ---- | ---- | ---- | ---- | ---- | ---- | ---- |
| Almopos Aridea      | –––– | 1-0  | 3-0  | 0-0  | 0-0  | 2-0  | 0-0  | 0-2  | 0-0  | 2-2  | 0-0  | 0-1  | 0-0  | 1-1  | 2-0  |
| Anagennisi Karditsa | 2-2  | –––– | 3-0  | 2-0  | 4-1  | 1-0  | 2-0  | 2-2  | 2-1  | 1-0  | 0-2  | 0-0  | 1-2  | 1-0  | 1-0  |
| Apollon Larissa     | 0-0  | 0-3  | –––– | 0-3  | 0-3  | 0-3  | 0-2  | 0-2  | 1-0  | 1-4  | 0-3  | 0-3  | 0-3  | 0-3  | 0-3  |
| Apollon Pontou      | 0-1  | 1-0  | 0-1  | –––– | 0-1  | 0-5  | 1-0  | 0-3  | 3-1  | 2-2  | 2-1  | 0-2  | 1-2  | 0-1  | 0-0  |
| Diagoras            | 1-1  | 0-2  | 5-0  | 0-1  | –––– | 2-2  | 0-0  | 1-0  | 0-0  | 1-2  | 4-1  | 0-1  | 2-3  | 2-3  | 1-0  |
| Iraklis             | 1-1  | 1-1  | 6-0  | 2-0  | 2-1  | –––– | 4-1  | 1-1  | 0-0  | 1-1  | 2-3  | 2-0  | 1-0  | 5-1  | 1-1  |
| Iraklis Larissa     | 0-0  | 0-2  | 3-0  | 0-1  | 0-1  | 0-3  | –––– | 0-3  | 0-0  | 0-1  | 1-0  | 2-0  | 1-4  | 1-0  | 2-1  |
| Larissa             | 2-0  | 0-1  | 3-0  | 1-0  | 5-0  | 0-2  | 3-0  | –––– | 2-0  | 1-0  | 2-2  | 0-0  | 3-2  | 2-0  | 1-0  |
| Makedonikos         | 1-0  | 0-0  | 3-0  | 1-2  | 1-0  | 2-0  | 2-3  | 1-3  | –––– | 2-0  | 1-1  | 0-1  | 3-1  | 2-0  | 0-1  |
| Niki Volos          | 0-0  | 1-1  | 3-0  | 3-0  | 3-0  | 1-0  | 1-0  | 1-2  | 2-0  | –––– | 0-0  | 3-0  | 2-0  | 2-0  | 1-1  |
| Panathinaikos B     | 1-1  | 2-2  | 5-2  | 0-0  | 4-2  | 1-1  | 3-1  | 2-1  | 1-1  | 0-2  | –––– | 0-1  | 1-4  | 1-1  | 1-2  |
| Panserraikos        | 2-0  | 2-0  | 3-0  | 3-0  | 3-1  | 0-2  | 4-0  | 2-1  | 2-0  | 2-0  | 2-0  | –––– | 0-0  | 1-1  | 2-0  |
| PAOK B              | 0-1  | 2-0  | 6-1  | 1-1  | 3-3  | 0-3  | 3-0  | 1-0  | 3-3  | 3-1  | 3-1  | 0-1  | –––– | 2-1  | 1-1  |
| Thesprotos          | 0-5  | 0-0  | 6-0  | 2-3  | 1-4  | 1-4  | 0-0  | 0-2  | 1-1  | 0-1  | 2-2  | 0-2  | 0-1  | –––– | 1-1  |
| Veria               | 1-0  | 1-0  | 1-2  | 2-0  | 0-2  | 1-2  | 3-0  | 1-3  | 1-2  | 0-2  | 1-1  | 1-3  | 1-1  | 3-0  | –––– |

## Gruppo B

### Squadre partecipanti
| Squadra          | Città            | Stadio                          |
| ---------------- | ---------------- | ------------------------------- |
| AEK Atene B      | Atene            | Spata Training Centre           |
| Apollōn Smyrnīs  | Nea Smyrni       | Stadio Georgios Kamaras         |
| PAE Chania       | La Canea         | Stadio comunale di Perivolia    |
| Egaleo           | Egaleo           | Stadio Stavros Mavrothalassitis |
| Episkopī         | Lappa            | Gallos Stadium                  |
| Īlioupolī        | Īlioupolī        | Stadio comunale di Īlioupolī    |
| Irodotos         | Nea Alikarnassos | Stadio Giannis Skourellos       |
| Kalamata         | Kalamata         | Stadio comunale di Kalamata     |
| Athens Kallithea | Kallithea        | Stadio Grigoris Lambrakis       |
| Kīfisias         | Kifisià          | Stadio comunale di Kifisià      |
| OF Ierapetra     | Ierapetra        | Stadio comunale di Ierapetra    |
| Olympiacos B     | Il Pireo         | Rentis Training Centre          |
| Panachaïkī       | Patrasso         | Stadio Kostas Davourlis         |
| Proodeftikī      | Nikea            | Stadio pubblico di Nikaia       |
| Rouf             | Rouf             | Stadio municipale di Rouf       |

### Classifica
|  | Pos. | Squadra            | Pt  | G  | V  | N  | P  | GF | GS | DR  |
|  | ---- | ------------------ | --- | -- | -- | -- | -- | -- | -- | --- |
|  | 1.   | Kīfisias           | 66  | 28 | 20 | 6  | 2  | 62 | 16 | +46 |
|  | 2.   | Athens Kallithea   | 65  | 28 | 20 | 5  | 3  | 54 | 21 | +33 |
|  | 3.   | Apollōn Smyrnīs    | 56  | 28 | 16 | 8  | 4  | 37 | 20 | +17 |
|  | 4.   | PAE Chania         | 51  | 28 | 14 | 9  | 5  | 38 | 18 | +20 |
|  | 5.   | OF Ierapetra       | 48  | 28 | 14 | 6  | 8  | 39 | 25 | +14 |
|  | 6.   | Kalamata           | 47  | 28 | 13 | 8  | 7  | 32 | 16 | +16 |
|  | 7.   | Īlioupolī          | 41  | 28 | 11 | 8  | 9  | 36 | 32 | +4  |
|  | 8.   | Panachaïkī (-6)    | 36  | 28 | 12 | 6  | 10 | 32 | 29 | +3  |
|  | 9.   | Olympiacos B (-10) | 34  | 28 | 13 | 5  | 10 | 39 | 36 | +3  |
|  | 10.  | Egaleo             | 34  | 28 | 8  | 10 | 10 | 27 | 31 | -4  |
|  | 11.  | AEK Atene B        | 29  | 28 | 7  | 8  | 13 | 30 | 35 | -5  |
|  | 12.  | Proodeftikī        | 29  | 28 | 8  | 5  | 15 | 23 | 37 | -14 |
|  | 13.  | Episkopī           | 16  | 28 | 4  | 4  | 20 | 17 | 53 | -36 |
|  | 14.  | Rouf               | 12  | 28 | 3  | 3  | 22 | 25 | 60 | -35 |
|  | ---  | Irodotos (-15)     | -11 | 28 | 1  | 1  | 26 | 6  | 68 | -62 |

Legenda:

 Promossa in Souper Ligka Ellada 2023-2024
      Retrocesse nella Gamma Ethniki 2023-2024
Note:
Tre punti a vittoria, uno a pareggio, zero a sconfitta.
La classifica viene stilata secondo i seguenti criteri:
- Punti conquistati
- Differenza reti generale
- Reti totali realizzate

### Risultati
Ogni riga indica i risultati casalinghi della squadra segnata a inizio della riga, contro le squadre segnate colonna per colonna (che invece avranno giocato l'incontro in trasferta). Al contrario, leggendo la colonna di una squadra si avranno i risultati ottenuti dalla stessa in trasferta, contro le squadre segnate in ogni riga, che invece avranno giocato l'incontro in casa.
|                 | AEK  | APO  | CHA  | EGA  | EPI  | ILI  | IRO  | KAL  | KLL  | KIF  | OFI  | OLY  | PAN  | PRO  | ROU  |
| --------------- | ---- | ---- | ---- | ---- | ---- | ---- | ---- | ---- | ---- | ---- | ---- | ---- | ---- | ---- | ---- |
| AEK Atene B     | –––– | 0-2  | 0-1  | 3-1  | 0-0  | 0-0  | 3-0  | 0-0  | 1-3  | 0-1  | 0-1  | 1-2  | 4-1  | 3-0  | 3-1  |
| Apollon Smyrnis | 1-0  | –––– | 1-0  | 0-0  | 3-1  | 2-4  | 5-2  | 0-2  | 1-1  | 0-0  | 1-1  | 1-0  | 1-0  | 3-0  | 1-0  |
| Chania          | 1-1  | 2-0  | –––– | 2-1  | 3-2  | 1-0  | 0-0  | 1-0  | 0-0  | 0-0  | 1-1  | 4-2  | 1-2  | 2-0  | 4-0  |
| Egaleo          | 1-1  | 0-0  | 0-0  | –––– | 2-3  | 1-1  | 3-0  | 1-1  | 1-1  | 0-3  | 0-2  | 0-0  | 0-2  | 1-1  | 2-1  |
| Episkopi        | 1-0  | 0-2  | 0-2  | 0-1  | –––– | 0-1  | 3-0  | 1-2  | 0-3  | 1-5  | 0-3  | 1-1  | 0-0  | 0-3  | 2-3  |
| Ilioupoli       | 3-1  | 1-2  | 0-0  | 2-3  | 0-0  | –––– | 3-0  | 0-1  | 1-0  | 0-2  | 2-3  | 1-0  | 2-1  | 1-1  | 3-1  |
| Irodotos        | 0-4  | 0-1  | 0-3  | 0-1  | 0-1  | 0-2  | –––– | 1-2  | 1-2  | 0-3  | 0-1  | 0-3  | 0-2  | 0-3  | 0-3  |
| Kalamata        | 0-1  | 0-0  | 1-1  | 0-3  | 1-0  | 0-1  | 2-0  | –––– | 0-1  | 1-2  | 3-0  | 4-0  | 0-0  | 1-1  | 3-0  |
| Kallithea       | 3-0  | 3-0  | 2-1  | 2-0  | 2-0  | 3-0  | 3-0  | 2-1  | –––– | 3-3  | 2-1  | 3-0  | 3-1  | 1-0  | 3-1  |
| Kifisias        | 3-0  | 2-3  | 0-3  | 2-0  | 6-0  | 2-0  | 3-0  | 1-1  | 2-0  | –––– | 1-0  | 0-0  | 3-0  | 1-1  | 4-1  |
| OF Ierapetra    | 3-2  | 0-1  | 2-0  | 0-0  | 2-0  | 1-1  | 3-0  | 0-0  | 0-1  | 0-1  | –––– | 2-0  | 2-1  | 2-1  | 4-0  |
| Olympiakos B    | 1-1  | 0-0  | 2-0  | 2-1  | 3-0  | 0-1  | 4-0  | 0-2  | 5-4  | 0-3  | 3-2  | –––– | 4-2  | 1-0  | 2-0  |
| Panachaiki      | 4-0  | 0-0  | 0-0  | 1-0  | 2-1  | 2-2  | 3-0  | 0-2  | 0-0  | 1-2  | 2-0  | 2-1  | –––– | 0-1  | 1-0  |
| Proodeftiki     | 0-0  | 0-3  | 1-2  | 0-2  | 1-0  | 3-2  | 1-0  | 1-2  | 0-1  | 0-4  | 1-2  | 0-1  | 0-1  | –––– | 2-1  |
| Rouf            | 1-1  | 1-4  | 0-3  | 1-3  | 3-0  | 2-2  | 1-2  | 0-1  | 1-2  | 1-3  | 1-1  | 1-2  | 0-1  | 0-1  | –––– |